# Малий Ромерс-Кі
Мали́й Ро́мерс-Кі (англ. Little Romers Cay) — рівнинний острів в складі Багамських островів. В адміністративному відношенні відноситься до району Гранд-Кі.
Острів розташований на півночі архіпелагу Абако за 850 м на південний схід від острова Великий Ромерс-Кі. Острів рівнинний, овальної форми. Має довжину 190 м, ширину 90 м.